# 薛德瑞
薛德瑞（1980年10月10日—），暱稱為Deray、嘎嘎嘎，生長於宜蘭，肄業於國立台灣科技大學，在2007年開始腳踏車之旅之前，曾為台積電的程式設計師。另外為台灣Mac界軟體中文化的活躍人物之一。肄業於政大資訊科學系研究所。

## 單車經歷
- 2003年九月，以六天的時間，騎了一千公里，由宜蘭出發，以順時針方向將台灣島繞完一圈。
- 2005年以兩個月的時間，騎自行車環繞法國五千三百公里。
- 2007年4月22日從北京出發前往巴黎，進行一萬五千公里的長征，並於9月12日抵達巴黎。
- 2013年從蘭州騎到西藏拉薩。
- 2015年從九州出發環繞日本一周。
- 2017年以12天參拜四國八十八箇所。
- 2020年以24天騎行泰國北部。

## 外部連結
- 環台網站 （页面存档备份，存于）
- 環法網站 （页面存档备份，存于）
- 北京到巴黎網站 （页面存档备份，存于）
- 青藏線 拉薩 （页面存档备份，存于）
- 環日網站 （页面存档备份，存于）
- 四國遍路網站 （页面存档备份，存于）
- 環泰網站 （页面存档备份，存于）

### 相關新聞報導
- 人民網 台灣青年薛德瑞單騎闖天涯 今北京出發前往巴黎
- 大紀元 北京到巴黎 薛德瑞單騎闖天涯
- 宣揚環保～　薛瑞德鐵騎走天涯　展開半年1萬5千公里長征
- 中央廣播電台 單車橫跨歐亞 薛德瑞抵達終點站[永久]
- 政治大學 105學年度碩士班暨碩士在職專班招生考試二階段系所、專班「錄取名單」